# Atarba stigmosa
Atarba stigmosa är en tvåvingeart som beskrevs av Alexander 1930. Atarba stigmosa ingår i släktet Atarba och familjen småharkrankar.
Artens utbredningsområde är Bolivia. Inga underarter finns listade i Catalogue of Life.